# Giovanni Antonio Galli (ostetrico)
Giovanni Antonio Galli (Bologna, 2 dicembre 1708 – Bologna, 13 dicembre 1782) è stato un chirurgo italiano, docente di ostetricia presso l'Università di Bologna.
Suo grande merito fu quello di essersi interessato di ostetricia in un'epoca in cui tale disciplina in Italia era ancora trascurata dai chirurghi e lasciata essenzialmente alla pratica delle mammane. La sua attività didattica e la creazione della Suppellettile ostetrica favorirono l'istituzione della prima Scuola pubblica di Ostetricia italiana e l'affermarsi di una maggiore consapevolezza della necessità di migliorare l'assistenza al parto.

## Biografia
Era figlio di Angelo Camillo e Maria Caterina Andreoli. Dell’infanzia e del periodo di gioventù del Galli si hanno scarse testimonianze, tuttavia sappiamo che fin da piccolo si avvicinò con passione al mondo medico e già in età tenera seguì gli insegnamenti di anatomia, medicina e chirurgia sotto la guida di maestri come Albertini, Doglioli, Stancari e Antonio Sebastiano Trombelli. Inoltre il Galli frequentò l’Accademia dell’Istituto delle Scienze fin dall’età di 17 anni e grazie alle sue doti gli si presentò subito l'occasione di tenere una lettura sulle proprietà dell'acqua di Sperticano in sostituzione dell'Accademico Trombelli; impossibilitato per problemi personali, infatti, il maestro ripose la sua fiducia nell’allievo che, si presuppone, avesse guadagnato dando prova delle sue grandi capacità.
Giovanni Antonio Galli morì il 13 febbraio 1782. Ebbe sepoltura nella Chiesa Parrocchiale di San Biagio.

## Attività scientifica
La sua carriera iniziò ben presto, già nel 1727, all’età di soli 19 anni, ottenne l’incarico di assistente presso l'Ospedale di S. Maria della Morte, dove effettuò il tirocinio per ottenere la laurea in medicina. Il 12 dicembre 1731 si laureò in filosofia e il giorno 20 dello stesso mese in Medicina. Si esercitò nella pratica chirurgica con il celebre Molinelli e fin dall'inizio mostrò un particolare interesse per l'Ostetricia.
Nel 1738 divenne Membro Onorario e nel 1745 Socio Benedettino dell'Accademia dell'Istituto delle Scienze di cui sarebbe stato eletto Presidente nel 1755 e nel 1771. Nel 1736 gli era stata assegnata la cattedra di Logica all'Università e l'anno seguente quella di Chirurgia che tenne ininterrottamente fino alla morte. Oltre che l'ostetricia, il Galli continuò per tutta la vita ad esercitare con ottimi risultati la chirurgia presso l'Ospedale S. Orsola, di cui divenne Sovrintendente, succedendo al Valsalva. 
Ma l’attività scientifica del Galli è documentata principalmente dalle dissertazioni tenute presso l'Accademia delle Scienze.  Durante gli anni della sua carriera trattò una gravidanza extrauterina al nono mese ed effettuò l’esecuzione di un taglio cesareo in una gravida in fin di vita con incisione sul lato sinistro dell'addome. Durante il periodo di professione, il Galli tornerà sulla questione del cesareo, ritenendo fondamentale intervenire subito dopo la morte della madre per salvare il feto. Altro inconveniente che il medico dovette affrontare fu quello della manifestazione durante il parto di attacchi epilettici da parte di una paziente che aveva però compiuto una gravidanza a decorso regolare, grazie alla sua esperienza, però, pur non giungendo ad attribuire le crisi ad eclampsia, il Galli intuì la necessità di una drastica riduzione della pressione sanguigna e praticò un salasso dalla vena giugulare che determinò effettivamente la fine delle convulsioni. 
Un particolare aspetto delle convinzioni scientifiche del Galli viene fuori da una comunicazione fatta all'Istituto delle Scienze, inerente due feti mostruosi, l'uno acefalo e l'altro con una grave forma di labbro leporino. L’autore sembra dar credito alla teoria degli “Immaginari”, i quali sostenevano che numerose anomalie del feto traevano origine da situazioni che impressionavano la madre durante la gravidanza. Inoltre, si interessò anche di malattie veneree. 
La fama del Galli durante gli anni della sua carriera doveva essere effettivamente grande se il suo intervento venne richiesto in luoghi distanti e da pazienti di alta nobiltà. Non a caso nella primavera del 1758 Giovanni Antonio Galli si recò nel Principato di Monaco per "assistere come accoucheur quella Principessa nel suo primo parto".  
Inoltre sappiamo che il suo prestigio indusse gli Assunti di Studio a chiedergli un parere su un progetto che interessava i governanti cittadini: ossia l’assegnazione a ciascuno dei quattro quartieri in cui era suddivisa Bologna di un chirurgo che assistesse gratuitamente le partorienti povere. Nella sua lettera di risposta il Galli espone alcune interessanti riflessioni, frutto della sua esperienza e carriera, consigliando di sottoporre il chirurgo ad un esame di idoneità da parte del professore di Ostetricia dell'Istituto prima di affidargli l’incarico della durata di tre anni, rinnovabile solo in caso di giudizio positivo del suo operato. Ma aggiunge che dal suo punto di vista sarebbe meglio affidare a ciascuna partoriente un maggior numero di chirurgi, in modo tale che questa possa, a dire del Galli, “scegliere quel chirurgo che le fosse più comodo, più geniale e di maggior confidenza". Così facendo il medico prende in considerazione le gravi carenze dell’assistenza ostetrica nelle campagne dovuto alla scarsa preparazione delle levatrici e si mostra favorevole a fornire loro un sussidio per due mesi di durata del corso, sono questi i primi segni della nascita di una vera e propria “scuola” per ostetriche.

## La scuola di ostetricia

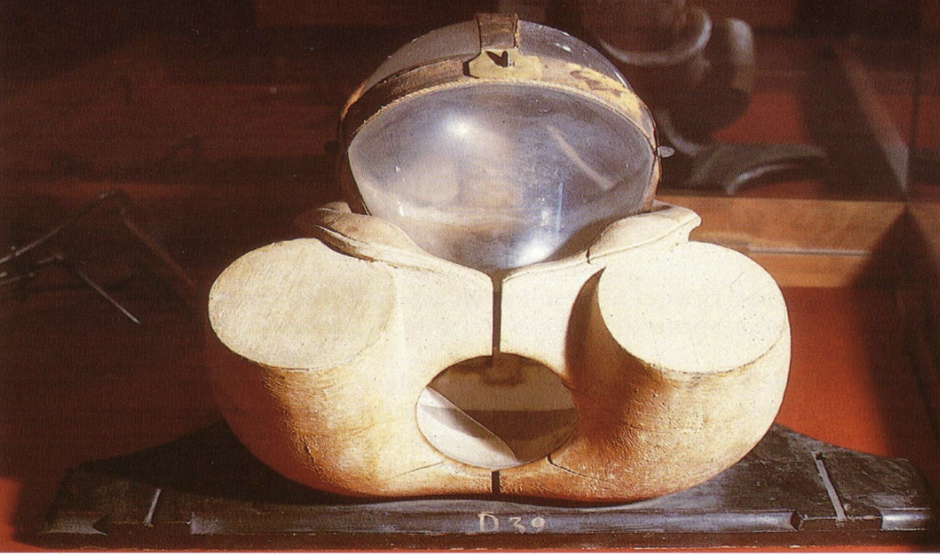
Macchina da parto, parte integrante della collezione di preparati ostetrici in argilla del Galli, dal nome Supellex Obstetricia.

Fin da prima del ‘700 l’esercizio dell’ostetricia era stato riservato e destinato alle levatrici; nel corso del secolo, tuttavia, l’arte del parto divenne sempre più oggetto d’insegnamento specialistico per chirurghi e mammane stesse. Il riconoscimento di questo progresso in ambito medico si deve certamente a Giovanni Antonio Galli che oltre all'insegnamento pubblico di Chirurgia, ne teneva uno privato di Ostetricia nella sua abitazione, un'antica tradizione dei Medici bolognesi. I corsi si basavano principalmente sull'assistenza al parto ed erano rivolti, oltre che a medici e studenti, anche alle levatrici, che all'epoca avevano una conoscenza fin troppo generica riguardo ai meccanismi del parto. Desideroso di insegnare a quanti più possibili le migliori tecniche per il parto, oltre che con precetti teorici anche attraverso dimostrazioni pratiche, Il Galli ebbe l’idea di creare una serie di preparati ostetrici che aiutassero gli allievi soprattutto nell'apprendimento delle manovre. Questo progetto fu favorito dall'esistenza a Bologna di una eccellente scuola di modellatori anatomici il cui più importante rappresentate fu Ercole Lelli, non a caso la collezione fu completata nel 1750 e collocata in casa del Galli che le dette il nome di Supellex Obstetricia; alcuni preparati in c’era furono realizzati da Giovanni Manzolini, collaboratore del Lelli, e da sua moglie Anna Morandi. Il Suppellettile consentiva al Galli di illustrare agli allievi, le fasi della gravidanza e quelle fisiologiche e patologiche del parto. Molti dei modellini in cera permettevano di osservare le caratteristiche anatomiche della pelvi e dell’apparato genitale della donna, oltre a permettere di apprezzare anche eventuali modificazioni nel post-gravidanza. Ma ciò che rende ancora più lampanti le volontà di un chiaro insegnamento da parte del chirurgo bolognese fu l’invenzione della macchina da parto, costituita da un bacino di legno con un utero di cristallo nel quale si potevano introdurre fantocci. Particolare di questa macchina era proprio la trasparenza del cristallo che consentiva al Maestro di controllare i movimenti della mano dell’allievo, il cui compito era quello di eseguire le manovre di rivolgimento ed estrazione ma bendato.

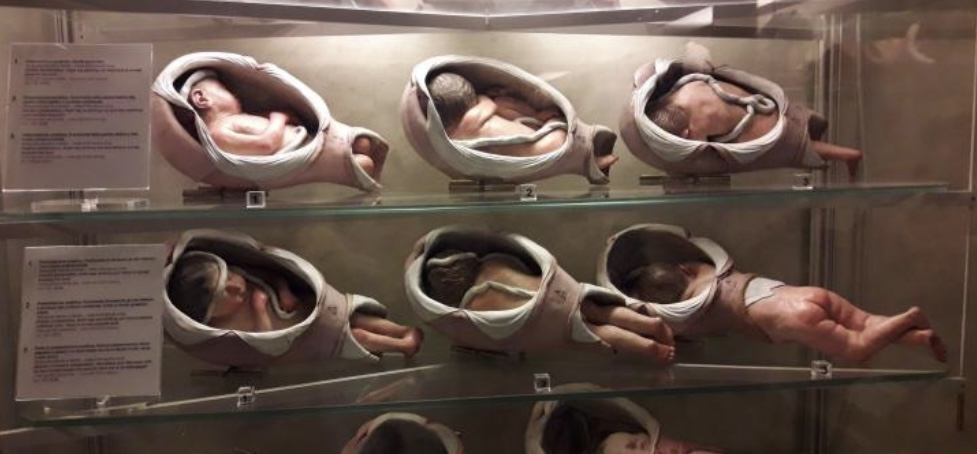
Parte della Supellex Obstetricia

Ma il lavoro del medico e la grande fama raggiunta dalla Suppellettile giunsero anche all'attenzione del Pontefice Benedetto XIV che, molto sensibile al progresso delle scienze, decise di acquistarla per la somma di 1000 scudi romani. Il contratto d’acquisto, stipulato il 14 novembre 1757 fra il Galli ed il senatore Malvezzi, stabiliva inoltre che il Museo ostetrico divenisse di proprietà dell'Istituto delle Scienze. Per mezzo delle sollecitazioni dello stesso Papa Lambertini, il Senato bolognese istituì, il 3 dicembre 1757, un insegnamento di Ostetricia nell'Istituto e il 17 dicembre dello stesso anno il Senato nominò Giovanni Antonio Galli docente di Ostetricia, assegnandogli per questo incarico 200 lire annue, e stabilendo che il corso di insegnamento comprendesse da "55 a 60 lezioni annue da porsi nella stagione di Primavera". Fu questo il primo insegnamento pubblico di Ostetricia istituito in Italia.

## Il museo ostetrico
Galli realizzò grazie alla creazione nel Suppellettile un vero e proprio Museo nella sua abitazione. Questo divenne ben presto noto ed apprezzato oltre i confini di Bologna. Già nel 1753 era ampiamente menzionato nella Storia Letteraria d'Italia del Padre Zaccaria, in cui è scritto che il Museo era stato visitato da molti studiosi francesi ed inglesi, i quali ne erano rimasti ammirati a tal punto da suscitare nello Zaccaria il timore che potesse essere acquistato da qualche principe straniero. Il 14 novembre 1757 venne stipulato il rogito d’acquisto fra il Galli e il senatore Malvezzi con il quale si stabilì che il Museo ostetrico divenisse di proprietà dell’Istituto delle Scienze. 

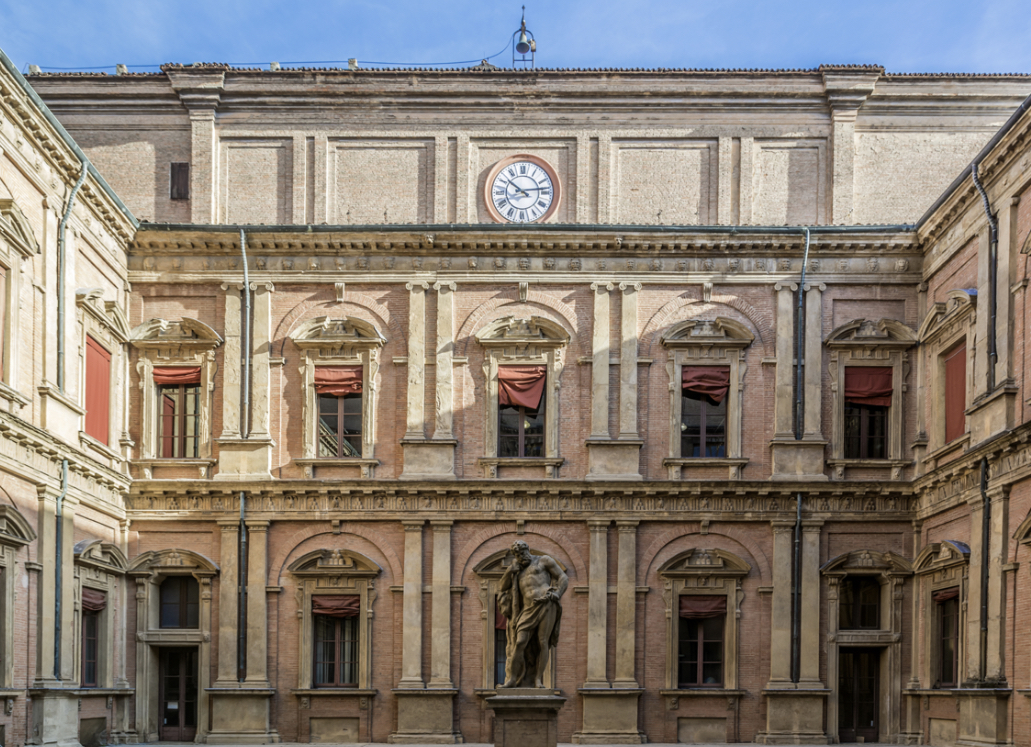
Palazzo Poggi

Nel 1758 il Museo ostetrico fu trasferito dalla abitazione del Galli a Palazzo Poggi, sede dell'Istituto delle Scienze, e collocato in due stanze al piano terreno.  Su una parete fu posta la seguente iscrizione tuttora esistente:
SUPELLEX OBSTETRICIA 
ANNO MDCCL
PRIMUM INVENTA
SCIENT. ET ART. INSTITUTO ADDITA
ANNO MDCCLVHI
BENEDICTI XIV PONT. MAX

BENEFICIO ET MUNERE
Il museo costituiva un laboratorio sperimentale, considerato unico nell'Europa del XVIII secolo. Oggi rappresenta una concreta testimonianza dell’ostetricia settecentesca.

## Trattati e opere
In una lettera dell'11 marzo 1758 è stata ritrovata testimonianza che il Galli, esortato dallo stesso Pontefice Benedetto XIV, aveva già scritto gran parte di un trattato di ostetricia. Nella lettera il Galli si rammarica di non poter procedere all’ultimazione dell'opera, ma lascia intendere di essere intenzionato a completarla in breve tempo. Purtroppo quest'opera non fu mai pubblicata e fino ad oggi non sono stati rinvenuti manoscritti o documenti. Tuttavia il lavoro del medico non è stato dimenticato nei secoli, grazie anche a molte dissertazioni scritte di suo pugno riguardo numerosi interventi; come la comunicazione sul problema del taglio cesareo, risalente al 28 novembre 1771, in cui sostiene che se si vuole salvare il feto è necessario intervenire subito dopo la morte della gravida e dà indicazioni su come effettuare la sezione dell'addome e dell'utero. Infatti l'operazione cesarea effettuata nell'immediato periodo post-mortem non rientra per il Galli nei casi ordinari di sezione anatomica del cadavere in cui si dovevano attendere, secondo le leggi allora in vigore, almeno 24 ore. 
In una dissertazione letta il 4 novembre del 1745, dal titolo “De nonimestri foetu extra uterum aucto, et mortuo per abdomen vivae matris extracto“, egli tratta di una gravidanza extrauterina al nono mese e descrive la esecuzione di un taglio cesareo in una gravida in fin di vita con incisione sul lato sinistro dell'addome.
Di un altro caso di gravidanza extrauterina durata venti mesi parla in una lettera a Francesco Ciardi, medico di Mirandola, e riferisce che in questo caso non fu possibile intervenire chirurgicamente per l'opposizione dei parenti della donna. Questo atteggiamento è comprensibile, perché in quel periodo il taglio cesareo significava sicura morte per la donna. Spesso si ricorreva ad esso per le convinzioni religiose dell'epoca che esigevano il battesimo del feto, anche se morto, nel grembo materno. 

## Posteri e onorificenze
Sull'esempio del Galli numerosi docenti di Ostetricia commissionarono la costruzione di una Suppellettile ostetrica. Così il Calza, allievo del Galli, a Padova, il Galletti a Firenze, il Santimorosi a Macerata.

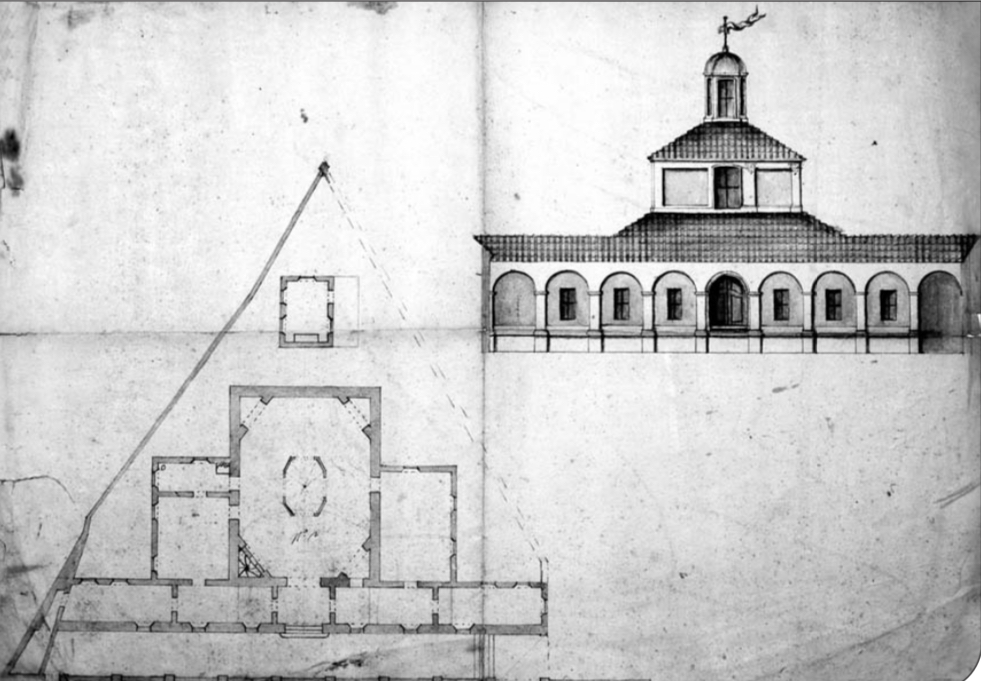
Progetto del Teatro Anatomico

Presso l’Università di Modena il professore di chirurgia ed Anatomia Antonio Scarpa, con il sostegno del duca Francesco III, istituì, nel 1775, una “Scuola dell’arte Ostetrica” simile a quella realizzata dal professore Giovanni Antonio Galli a Bologna, che lo stesso Scarpa aveva frequentato. Nel gennaio del 1775 Scarpa inaugurò anche il Teatro anatomico , costruito interamente in legno e da lui progettato. 
Nel 1779 il Cardinale Francesco Saverio De Zelada affidò a Carlo Mondini, anatomico presso l'Università bolognese, l'allestimento di una Suppellettile simile a quella del Galli, destinata alla istruzione delle levatrici romane.
Le idee e il lavoro di Giovanni Antonio Galli, lascia ai posteri molto da cui trarre vantaggio, basti pensare che anche grazie alla creazione della prima scuola di ostetricia una delle prime donne poté affacciarsi al mondo del lavoro in ambito medico, si tratta di Maria Nanni Dalle Donne alla quale, nel 1804, verrà affidato il ruolo di direttrice e insegnante nella scuola per levatrici.